# Dragonfly 44
Dragonfly 44 es una galaxia ultradifusa localizada en la constelación de Coma Berenices, en el Cúmulo de Coma. Su velocidad rotacional sugiere que su masa es de aproximadamente un trillón de masas solares, más o menos la de la Vía Láctea. Aun así, solo emite un 1% la cantidad de luz de nuestra galaxia. Fue descubierta y debe su nombre a Dragonfly Telephoto Array, programa para descubrir objetos astronómicos.
En agosto del 2016 los científicos descubrieron que la galaxia estaba hecha de materia oscura.